# Carmen Lane, Royal Palm Beach
Carmen lane, ulica u Royal Palm Beachu na Floridi s luksuznim obiteljskim kućama, smještena na području Counterpoint Estatesa. Pruža se oko 320 metara (0.2 milje) u smjeru istok-zapad te spaja ulice Westside Way na istoku i Carusell Way na zapadu. Sjeverno od nje u istom smjeru pruža se Oliver Lane i južno Pippin Lane. S obje strane ulice nanizane su obiteljske kuće, u svakom redu po jedanaest, neke s bazenima i staklenicima.
U Carman Lane u bloku 10000 živjela je devedesetih godina do svoje 19. godine Clover Boykin optužena i osuđena zbog ubojstva dvoje djece koja svoju kaznu odslužuje na floridskom zatvoru za žene Homestead. Danas se nalazi na popisu serijskih ubojica, a po njoj je ulica i najpoznatija.
Istočno od Carmen Lane nalazi se manje jezerce s pristaništem za čamce.

## Mapa
- Google karta